# Kénôse
Kénôse är ett album släppt 2005 av det franska black metal-bandet Deathspell Omega.

## Låtlista
1. I
2. II
3. III